# Nationale Fahrradroute 4 (Norwegen)
Die Nationale Fahrradroute 4 (Norwegen) ist einer von neun Radfernwegen in Norwegen. Die Route ist beschildert; ein Teil der Route ist identisch mit dem Rallarvegen.

## Routenverlauf
- Oslo (Anschluss Route 7)
- Hønefoss
- Gol
- Geilo (bis Geilo parallel zur Route 5)
- Haugastøl (von Haugastøl bis Myrdal identisch mit dem Rallarvegen)
- Finse
- Myrdal
- Voss (Anschluss Route 3 und Route 6)
- Bergen (Anschluss Route 1)